# Casa di Goethe (Francoforte sul Meno)
La casa di Goethe (in tedesco Goethehaus) è un edificio posto nel centro storico della città tedesca di Francoforte sul Meno, celebre per essere la casa natale del poeta Johann Wolfgang von Goethe.
La casa venne distrutta durante un bombardamento il 22 marzo 1944 e successivamente ricostruita. Ospita oggi un museo.